# Marsac, Hautes-Pyrénées
Marsac là một xã thuộc tỉnh Hautes-Pyrénées trong vùng Occitanie tây nam nước Pháp. Xã này nằm ở khu vực có độ cao trung bình 247 mét trên mực nước biển. Xã có nhà thờ xây năm 1882.